# Lucretilis taeniata
Lucretilis taeniata är en insektsart som beskrevs av Carl Stål 1878. Lucretilis taeniata ingår i släktet Lucretilis och familjen gräshoppor. Inga underarter finns listade i Catalogue of Life.